# Kup Županijskog nogometnog saveza Varaždin
Kup Županijskog nogometnog saveza Varaždin je nogometno kup-natjecanje za klubove s područja Varaždinske županije kojeg organizira Županijski nogometni savez Varaždin. Pobjednik i finalist natjecanja stječu pravo nastupa u Hrvatskom nogometnom kupu. U natjecanju ne sudjeluju klubovi koji imaju izravan plasman u Hrvatski nogometni kup po ostvarenom koeficijentu.

## Dosadašnje završnice
| sezona    | pobjednik        | rezultat završnice  | poraženi          | napomene                                                                                |
| --------- | ---------------- | ------------------- | ----------------- | --------------------------------------------------------------------------------------- |
| 1994./95. |                  |                     |                   |                                                                                         |
| 1995./96. |                  |                     |                   |                                                                                         |
| 1996./97. |                  |                     |                   |                                                                                         |
| 1997./98. |                  |                     |                   | Tišljar Ivančica Ivanec i Varaždin su se plasirali u pretkolo Hrvatskog kupa            |
| 1998./99. |                  |                     |                   | Ivančica Ivanec i Sloboda Varaždin su se plasirali u pretkolo Hrvatskog kupa            |
| 1999./00. |                  |                     |                   | MIV Sračinec i Sloboda Varaždin su se plasirali u pretkolo Hrvatskog kupa               |
| 2000./01. |                  |                     |                   | Ivančica Ivanec i Podravina Ludbreg su se plasirali u pretkolo Hrvatskog kupa           |
| 2001./02. |                  |                     |                   | Ivančica Ivanec i Omladinac Jurketinec su se plasirali u pretkolo Hrvatskog kupa        |
| 2002./03. |                  |                     |                   | Podravina Ludbreg i Sloboda Varaždin su se plasirali u pretkolo Hrvatskog kupa          |
| 2003./04. |                  |                     |                   | Ivančica Ivanec i Sloboda Derma Varaždin su se plasirali u pretkolo Hrvatskog kupa      |
| 2004./05. |                  |                     |                   | Mladost Sigetec Ludbreški i Podravina Ludbreg su se plasirali u pretkolo Hrvatskog kupa |
| 2005./06. |                  |                     |                   | Nova Ves i Podravina Ludbreg su se plasirali u pretkolo Hrvatskog kupa                  |
| 2006./07. |                  |                     |                   | Mladost Varaždin i Podravina Ludbreg su se plasirali u pretkolo Hrvatskog kupa          |
| 2007./08. |                  |                     |                   | Podravina Ludbreg i Sračinec su se plasirali u pretkolo Hrvatskog kupa                  |
| 2008./09. |                  |                     |                   | Plitvica Gojanec i Podravina Ludbreg su se plasirali u pretkolo Hrvatskog kupa          |
| 2009./10. |                  |                     |                   | Rudar 47 Donje Ladanje i Zadrugar Hrastovsko su se plasirali u pretkolo Hrvatskog kupa  |
| 2010./11. |                  |                     |                   | Plitvica Gojanec i Rudar 47 Donje Ladanje su se plasirali u pretkolo Hrvatskog kupa     |
| 2011./12. |                  |                     |                   | Ivančica Ivanec i Zadrugar Hrastovsko su se plasirali u pretkolo Hrvatskog kupa         |
| 2012./13. |                  |                     |                   | Plitvica Gojanec i Podravina Ludbreg su se plasirali u pretkolo Hrvatskog kupa          |
| 2013./14. |                  |                     |                   | Plitvica Gojanec i Podravina Ludbreg su se plasirali u pretkolo Hrvatskog kupa          |
| 2014./15. |                  |                     |                   | Bednja Beletinec i Polet Cestica su se plasirali u pretkolo Hrvatskog kupa              |
| 2015./16. | Jalžabet         | 3:3 (5:4 11 m)      | Varaždin Varaždin | Varaždin domaćin završnice                                                              |
| 2016./17. | Varaždin         | 2:0, 3:0            | Nedeljanec        | Nedeljanec domaćin prve utakmice                                                        |
| 2017./18. | Varaždin         | 4:1, 4:1            | Bednja Beletinec  | Bednja Beletinec domaćin 1. utakmice                                                    |
| 2018./19. | Varaždin         | 4:0, 3:1            | Bednja Beletinec  | obje utakmce igrane u Beletincu                                                         |
| 2019./20. | Varaždin         | 1:1 (7:6 11 m)      | Ivančica Ivanec   | Ivančica Ivanec domaćin završnice                                                       |
| 2020./21. | Bednja Beletinec | 1:0                 | Podravina Ludbreg | Podravina Ludbreg domaćin završnice                                                     |
| 2021./22. | Varteks Varaždin | 1:0                 | Bednja Beletinec  | završnica je igrana u Jalžabetu                                                         |
| 2022./23. | Jalžabet         | 2:0                 | Novi Marof        | Novi Marof domaćin završnice                                                            |
| 2023./24. | Varteks Varaždin | 2:1, 3:0            | Bednja Beletinec  | Bednja Beletinec domaćin 1. utakmice                                                    |
| 2024./25. | Varteks Varaždin | 1:2, 2:1 (4:2 11 m) | Bednja Beletinec  | Bednja Beletinec domaćin 1. utakmice                                                    |

## Poveznice
- Županijski nogometni savez Varaždin
- Hrvatski nogometni kup
- 1. ŽNL Varaždinska
- 2. ŽNL Varaždinska
- 3. ŽNL Varaždinska